# ناحیه سوث گروو، شهرستان دیکلب، ایلینوی
ناحیه سوث گروو (به انگلیسی: South Grove Township) یک منطقهٔ مسکونی در ایالات متحده آمریکا است که در شهرستان دیکلب واقع شده‌است. ناحیه سوث گروو ۲۷۸ متر بالاتر از سطح دریا واقع شده‌است.